# Roberto Campos Neto

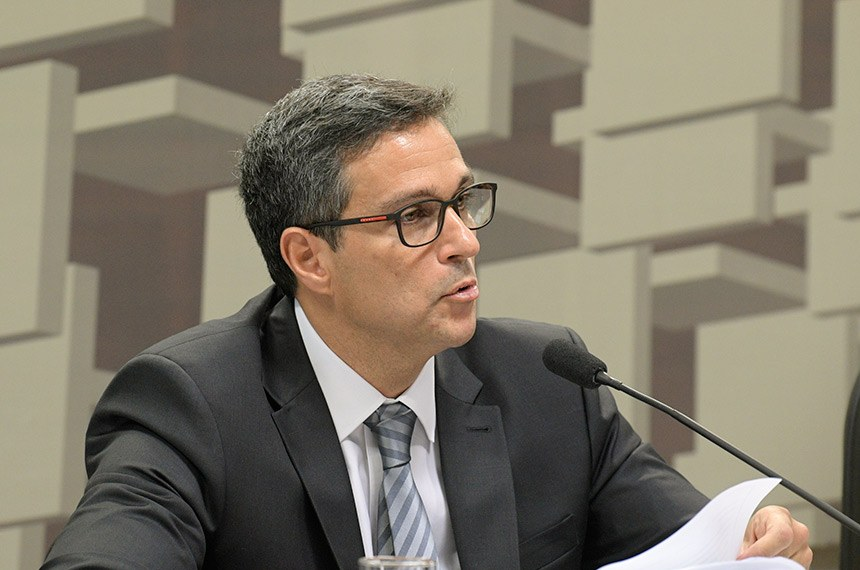
Roberto Campos Neto (2019)

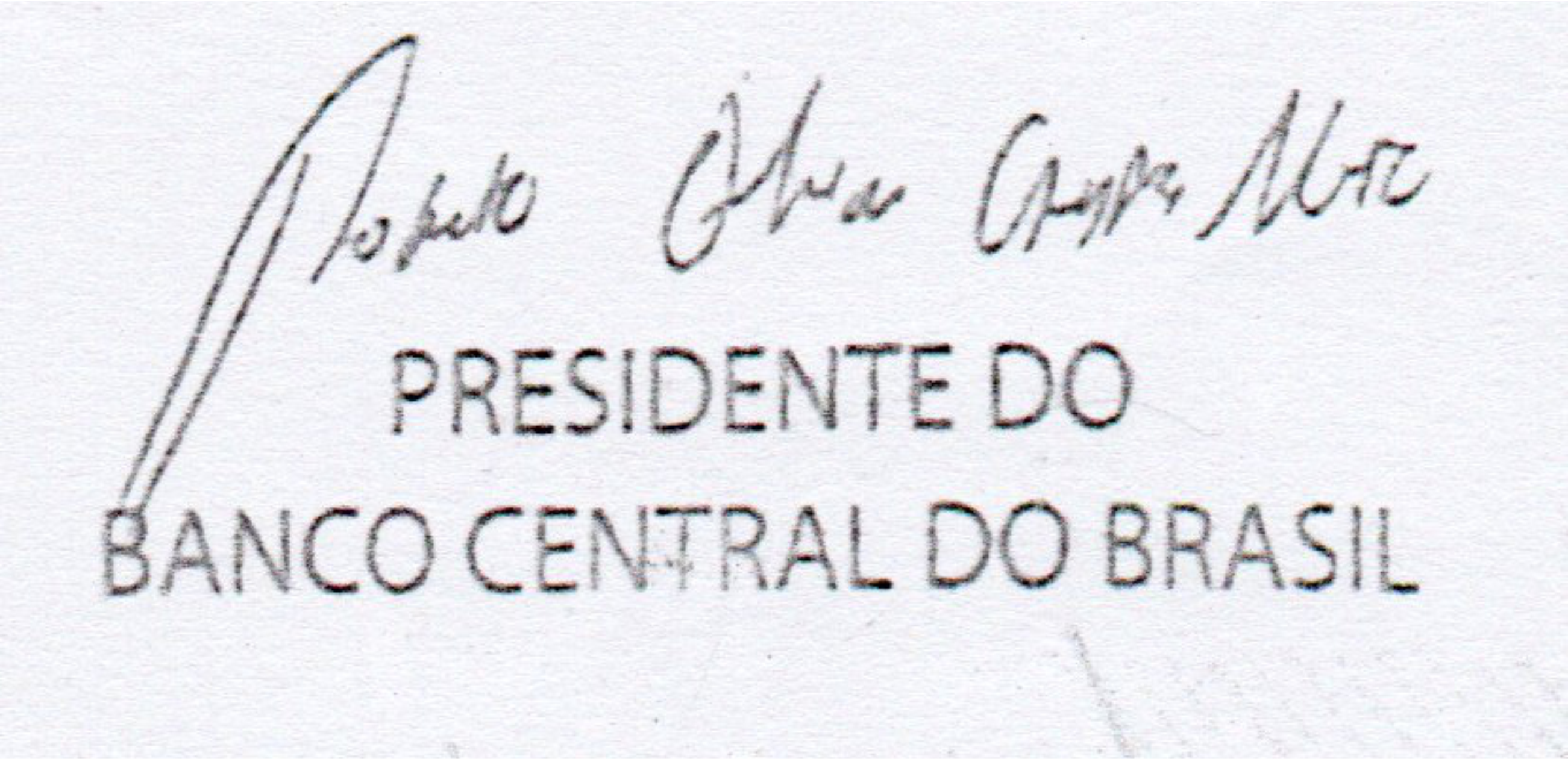
Signatur auf der 20-Reais-Banknote, 2020

Roberto de Oliveira Campos Neto (* 28. Juni 1969 in Rio de Janeiro) ist ein brasilianischer Wirtschaftswissenschaftler, ehemaliger Mitarbeiter der Banco Santander und derzeitiger Präsident der Zentralbank von Brasilien. Er ist der Enkel des brasilianischen Politikers und Wirtschaftswissenschaftlers Roberto de Oliveira Campos.

## Laufbahn
Campos Neto wurde 1969 geboren. Sein Großvater Roberto de Oliveira Campos war in der Amtszeit von Präsident Humberto Castelo Branco Planungsminister und hat zuvor an der Gründung der Brasilianischen Entwicklungsbank mitgewirkt. Campos Neto studierte Wirtschafts- und Finanzwissenschaften an der University of California, Los Angeles (UCLA), von der er einen Bachelor-Abschluss erhielt. Er besitzt zwei Master-Abschlüsse, einen in Wirtschaftswissenschaften von der UCLA und einen in angewandter Mathematik vom California Institute of Technology.
Nach seiner Ausbildung arbeitete er für die Banco Bozano Simonse und danach für die Santander Brasil. Am 15. November 2018 wurde die Ernennung von Campos Neto als zukünftiger Präsident der Zentralbank Brasiliens im Kabinett Bolsonaro als Nachfolger von Ilan Goldfajn bekannt gegeben. Er gilt als ein Vertrauter des Wirtschaftsministers Paulo Guedes. Am 26. Februar 2019 wurde die Ernennung von Campos Neto sowohl vom Wirtschaftsausschuss als auch vom Bundessenat genehmigt.